# El-Agelat
el-Agelat (ar. العجيلات) è un centro abitato della Libia, nella regione della Tripolitania.